# セミ書房
セミ書房（セミしょぼう）とは日本の同人漫画サークルである。

## 概要
東京都大田区を所在地とし、漫画家である西野空男が主宰として開始された。
漫画雑誌「架空」の出版を中心とし、漫画雑誌「幻燈」などで活躍している漫画家の作品を出版している。
現在では西野空男から引き継ぎ、川勝徳重が編集や執筆を行っている。

## 刊行物
- 漫画雑誌「架空」（1〜16号まで）（2018年現在）
- 漫画雑誌「怪奇短編劇画集 蝸牛」（1号）
- まどの一哉 作品集1『祭り前』限定99部
- まどの一哉 作品集2『秘密諜報家』
- 川勝徳重『十代劇画作品集』
- 甲野酉 漫画全集①1995－2006 『転△生』（てんせい）
- 甲野酉 『おかしな学校』100部限定